# 집파리
집파리는 집파리과에 속하는 곤충이다. 몸길이는 3~8mm 정도이며 대체로 검은색을 띠고 있다. 이마는 짙은 갈색이고 옆얼굴·옆이마·눈언저리는 황금빛 가루로 덮여 있고, 겹눈은 적갈색이다. 머리는 크고 좌우로 돌릴 수 있으며, 겹눈도 크다. 뒷날개는 퇴화했고 배의 털이 짧다. 유충인 구더기는 동물의 고기나 오물을 먹는다. 입은 퇴화했고, 피부를 통해 소화효소를 분비하여 먹이를 녹인 뒤 피부로 흡수한다.
집파리는 축사나 인가에 출입하며, 번식력이 강하여 생활조건만 좋으면 1년 동안 쉴 사이 없이 발생한다. 성충은 한 번에 100~150개의 알을 무더기로 낳는데 두 달 반가량 살면서 총 600~1000개를 낳는다. 성충으로 월동하고 이른 봄에 월동한 암컷이 산란한다. 더러운 유기물에서 번식하기 때문에 적어도 55가지 이상의 병원균을 통해 전염병을 옮기는 대표적 해충이다.